# The Soft Parade
The Soft Parade este al patrulea album de studio al trupei The Doors, lansat în 1969. 

## Lista pieselor
1. "Tell All The People" (Robby Krieger) (3:23)
2. "Touch Me" (Krieger) (3:12)
3. "Shaman's Blues" (Jim Morrison) (4:49)
4. "Do It" (Morrison, Krieger) (3:08)
5. "Easy Ride"  (Morrison) (2:41)
6. "Wild Child" (Morrison) (2:38)
7. "Runnin' Blue" (Krieger) (2:33)
8. "Wishful Sinful" (Krieger) (3:02)
9. "The Soft Parade" (Morrison) (8:37)

## Single-uri
- "Touch Me"/"Wild Child" (1968)
- "Wishful Sinful"/"Who Scared You?" (1969)
- "Tell All The People"/"Easy Ride" (1969)
- "Runnin' Blue"/"Do It" (1969)

## Componență
- Jim Morrison - voce
- Ray Manzarek - claviaturi, claviaturi bas
- Robby Krieger - chitară, voce (melodia 7)
- John Densmore - tobe